# Sardo sardo
Sardo sardo è un album di Benito Urgu, pubblicato nel 2010 da Noa Produzioni.

## Tracce
1. Gambale Twist
2. Sardu Sardu
3. Settanta mi da tanto
4. Pastorigande
5. Sexy Fonny (Original Version 1977)
6. P.T.Q.
7. Sardo Sardo
8. Sarrana
9. Gambale Twist 2010 (Barrittas vs Amadeus - Remix)
10. Gambale Twist (Base musicale)
11. Sardu Sardu (Base musicale)
12. Settanta mi da tanto (Base musicale)
13. Pastorigande (Base musicale)
14. P.T.Q. (Base musicale)
15. Sardo Sardo (Base musicale)
16. Sarrana (Base musicale)